# Фањано Кастело
Фањано Кастело је насеље у Италији у округу Козенца, региону Калабрија.
Према процени из 2011. у насељу је живело 3439 становника. Насеље се налази на надморској висини од 478 м.

## Становништво
Према резултатима пописа становништва 2011. у општини је живело 3.949 становника.
| 1951. | 1961. | 1971. | 1981. | 1991. | 2001. | 2011. |
| ----- | ----- | ----- | ----- | ----- | ----- | ----- |
| 5.387 | 5.008 | 4.806 | 5.206 | 4.690 | 4.198 | 3.949 |